# Puebla de Sanabria
Puebla de Sanabria (em português: Póvoa de Seabra)  é um município raiano da Espanha na província de Zamora, comunidade autónoma de Castela e Leão. Pertence à comarca de Sanabria, tem 81,39 km² de área e  em 2021 a população do município era de 1 366 habitantes (densidade: 16,8 hab./km²). O seu gentílico em espanhol é sanabrés/sanabresa.
Pertence à rede das Aldeias mais bonitas de Espanha.

## Demografia
| Variação demográfica do município entre 1991 e 2004 | Variação demográfica do município entre 1991 e 2004 | Variação demográfica do município entre 1991 e 2004 | Variação demográfica do município entre 1991 e 2004 |
| --------------------------------------------------- | --------------------------------------------------- | --------------------------------------------------- | --------------------------------------------------- |
| 1991                                                | 1996                                                | 2001                                                | 2004                                                |
| 1668                                                | 1739                                                | 1565                                                | 1614                                                |

Faz fronteira com a Galiza no Padornelo, tendo como principal ligação a Autovia das Rias Baixas, que faz a transição entre as duas comunidades através de um túnel. A sua ligação mais directa a Portugal faz-se pela estrada que atravessa Varge, junto ao aeródromo municipal de Bragança, e Rio de Onor, a norte de Bragança.

## Património natural
As terras de Seabra, pela sua riqueza paisagística e a nível da flora e fauna, está classificada como Parque Natural. Uma das jóias deste Parque é o lago de Sanábria, inserido no vale do rio Tera, que pelo seu percurso conhece várias barragens, desde a sua nascente na serra de Pena Trevinca próxima ao lago, elevação que atinge os 2 124 metros de altitude. Não muito distante, na também próxima Serra Segundera, nasce o rio Tuela, um dos afluentes do rio Tua.

## Tragédia de Ribadelago
Construída entre 1954 e 1956, a barragem de Vega de Tera, com 200 metros de comprimento e 33 de altura, foi inaugurada por Francisco Franco em 25 de Setembro de 1956. Esta barragem teve uma vida curtíssima: em 1959, fortes chuvas e temperaturas extremas (-18 °C) abateram-se sobre a serra de Peña Trevinca. Estas condições, aliadas à muita água acumulada na albufeira da barragem, levaram a que uma brecha de 70 metros de comprimento e 30 de altura se abrisse, deixando que uma torrente de 8 mil milhões de litros de água se abatessem pelo desfiladeiro do rio Tera. Os oito quilómetros do desfiladeiro foram ultrapassados pela água, lama, rochas e árvores da torrente em 20 minutos. Pelo caminho, a aldeia de Ribadelago foi apanhada desprevenida, resultando da imensa torrente a destruição de 145 das 170 habitações que existiam, e a morte de 144 habitantes que não conseguiram refugiar-se em pontos altos. A corrente chegou a atingir nove metros de altura.
Apenas 28 corpos foram resgatados; os restantes desapareceram para sempre no fundo do lago de Sanábria, onde a imensa torrente desembocou logo a seguir à destruição de Ribadelago. A aldeia foi reconstruída, sendo hoje bem visíveis testemunhos da noite fatídica: ruínas de casas e da igreja matriz, a par da estrutura da barragem, a montante, no silêncio da serra.